# Франсиско Масиас Нгуема
Франсиско Масиас Нгуема (на испански: Francisco Macías Nguema) е първият президент на Екваториална Гвинея, управлявал от 1968 г. до 1979 г.

## Издигане на власт
Започва като кмет на Монгомо, по време на испанското владение, а след това е в парламента на генерал-губернатора. Бива избран за президент в два кръга през 1968 г. Управлението му е свързано с преименуването на географските обекти, както и със смяна на европейските с местни имена на населението. Известен е още с политическите екзекуции и с пропагандата срещу Испания по местното радио. Бившият премиер-министър Бонифацио Ондо Еду влиза в затвора, веднага щом Масиас взима властта.
Управлението на Масиас Нгуема е свързано и с нарушаване на човешките права. Повече от една трета от населението на Екваториална Гвинея да напусне страната и да намери убежище в съседните страни. Три са основните стълбове на неговото правителство – Партия на народните работници, партия, която той сам оформя. Включва лични хора, спомогнали му за постигане на независимостта. Младежка група, наречена „Младежки март“, както и Есангуи – клана на Мбини. Цялата страна е контролирана лично от Масиас или членове на неговото семейство. Достига до крайности, забранявайки да се използва думата „интелигенция“, както и риболова. При смяната на имената на населението той също сменя името си и се преименува на Масие Нгуема Бийого Негуе Ндонг.

## Разширяване на правомощията
На 7 май 1971 г. Масиас издава указ 415, който отменя важни части от конституцията, приета по време на независимостта, присвоявайки си всичките правомощия на правителството и институциите. На 18 октомври същата година издава закон 1, който въвежда смъртното наказание за лица, застрашаващи диктатурата му. Устните нападки или заплахи спрямо управлението са наказвани с 30 години затвор. На 14 юли 1972 г. издава указ 1, който го обявява за доживотен президент. На 29 юли 1972 г. изцяло отменя конституцията, като дава на партията си абсолютна власт. На 18 март 1975 г. с Наредба 6 се затварят всички училища в страната.

## Преврат
На 3 август 1979 г. Теодоро Обианг Нгуема Мбасого повежда преврата срещу Масиас. Мбасого не е случаен човек, той бил заместник-министър на въоръжените сили. Масиас, заедно с останалите лоялни към него, започва съпротива, която не продължава дълго и на 18 август е заловен в гората.

## Осъждане
Висшият военен съвет започва дело срещу режима на Масиас. Разпитани са свидетели и са събрани доказателства срещу него. Обвиненията срещу Масиас са за геноцид, масови убийства, присвояване на обществени фондове, нарушаване на човешките права и измяна. Масиас е осъден на смърт, петима от хората му получават по 30 години затвор, а четирима се разминават с по една година. Масиас признава за извършените дела, но твърди, че ги е направил за доброто на страната.
След обжалвания и повече доказателства крайните присъди на водещите лица, ръководили режима на Масиас са: Масиас и негови 6 приближени са осъдени на смърт, както и на конфискация на имуществото, 2 са осъдени на 14 години затвор, а други 2 на по 4 години.
На същия ден в шест часа следобед е изпълнена смъртната присъда от марокански стрелци, работещи в затвора в Малабо.